# British Steel (bedrijf)
British Steel (BSC) was een groot Brits staalbedrijf van 1967 tot 1999. In dat laatste jaar fuseerde het met het Nederlandse staatsstaalbedrijf Koninklijke Hoogovens tot Corus. In maart 2007 werd Corus overgenomen door het Indiase Tata Steel.

## Geschiedenis
Op 22 maart 1967 werd in Groot-Brittannië de Iron and Steel Act aangenomen. Deze wet bracht de veertien grootste staalbedrijven van het land - die samen ongeveer 90% van de Britse staalindustrie vertegenwoordigden - samen in één groot staatsbedrijf dat British Steel Corporation heette en bijna 253.000 werknemers telde. De Britse regering bepaalde de strategie en de bestuurders van British Steel hielden zich bezig met het dagelijkse bestuur.
In de jaren 1970 begon de globalisering en werd Groot-Brittannië lid van de Europese Unie. Hierdoor moest de oude Britse industrie moderniseren. Ambitieuze plannen om de Britse staalindustrie weer te laten concurreren met de staalbedrijven op het Europese continent werden echter halfslachtig uitgevoerd. De vraag naar staal nam ook minder toe dan verwacht. In het decennium tot en met het gebroken boekjaar 1985-1986 leed het bedrijf elk jaar grote verliezen. In 1979-1980 werd een piek bereikt met een verlies van £ 1784 miljoen vóór belastingen.
In 1979 werd Margaret Thatcher van de Conservatieve Partij premier. De regering gooide het roer om streefde naar privatisering van publieke bedrijven en was voorstander van een vrije-markt-toenadering. Dat ging niet zonder tegenwerking van de vakbonden. In 1980 werd het bedrijf dertien weken in de greep van een loonstaking gehouden. In de periode 1979-1985 bleef het bedrijf grote verliezen rapporteren en de overheid verleende financiële steun ter waarde van £ 4,5 miljard. Dit geld werd gebruikt voor het doen van investeringen, maar ook voor het afvloeien van veel personeel. Onder leiding van bestuursvoorzitter Ian McGregor werden diverse fabrieken gesloten met een fors verlies aan werkgelegenheid als gevolg. In 1988 telde British Steel nog maar 51.000 medewerkers. De invloed van de vakbonden was verminderd en de Britse regering kondigde aan British Steel te privatiseren. Alle schulden werden kwijtgescholden en in december 1988 kreeg British Steel Plc een notering aan de London Stock Exchange. Er werden twee miljard aandelen geplaatst tegen een koers van £ 1,25 per stuk.
Enige jaren later brak een staalcrisis uit en in 1994 leed het bedrijf wederom verlies. Dankzij een snelle depreciatie van het Britse pond maakte het bedrijf in 1995-1996 weer een bedrijfswinst van £ 1,1 miljard. De wisselvalligheid van de resultaten noopte het bedrijf te zoeken naar buitenlandse partners, maar slaagde alleen in kleine overnames en joint ventures. Een belangrijke uitzondering was de uitbreiding van de belangen in de roestvaststaalsector. Door een joint-venture met een Zweedse partner werd Avesta Sheffield AB een van de grootste producenten van hoogwaardig roestvast staal.
Op 6 oktober 1999 fuseerde British Steel met het Nederlandse staalbedrijf Koninklijke Hoogovens om Corus te vormen. Na de fusie was de combinatie US$ 2,7 miljard waard en British Steel vertegenwoordigde 61,7% van het fusiebedrijf. Corus was op het moment van de fusie het derde grootste staalbedrijf ter wereld.

## Resultaten
In de onderstaande figuur een overzicht van de resultaten van British Steel in de laatste vijf jaren voor het samengaan met Hoogovens. In het laatste jaar leed British Steel een verlies door een sterke stijging van het aanbod van staal in de Europese markt als een gevolg van de Aziatische financiële crisis. Het bedrijf heeft een gebroken boekjaar dat eindigde eind maart of begin april. In de eerste kolom staat de datum waarop het boekjaar is afgesloten. Zo'n 80% van de werknemers was werkzaam in het Verenigd Koninkrijk.
| Jaar          | Omzet       | Netto- resultaat | Staalproductie   | Aantal werknemers (gemiddeld) |
| Jaar          | (× miljoen) | (× miljoen)      | Staalproductie   | Aantal werknemers (gemiddeld) |
| ------------- | ----------- | ---------------- | ---------------- | ----------------------------- |
| 1 april 1995  | £ 4874      | £ 468            | 13,5 miljoen ton | 40.000                        |
| 30 maart 1996 | £ 7048      | £ 777            | 15,6 miljoen ton | 50.000                        |
| 29 maart 1997 | £ 7224      | £ 310            | 17,0 miljoen ton | 53.000                        |
| 28 maart 1998 | £ 6947      | £ 226            | 17,8 miljoen ton | 50.000                        |
| 3 april 1999  | £ 6259      | £ −81            | 16,7 miljoen ton | 46.000                        |